# BYD F3DM

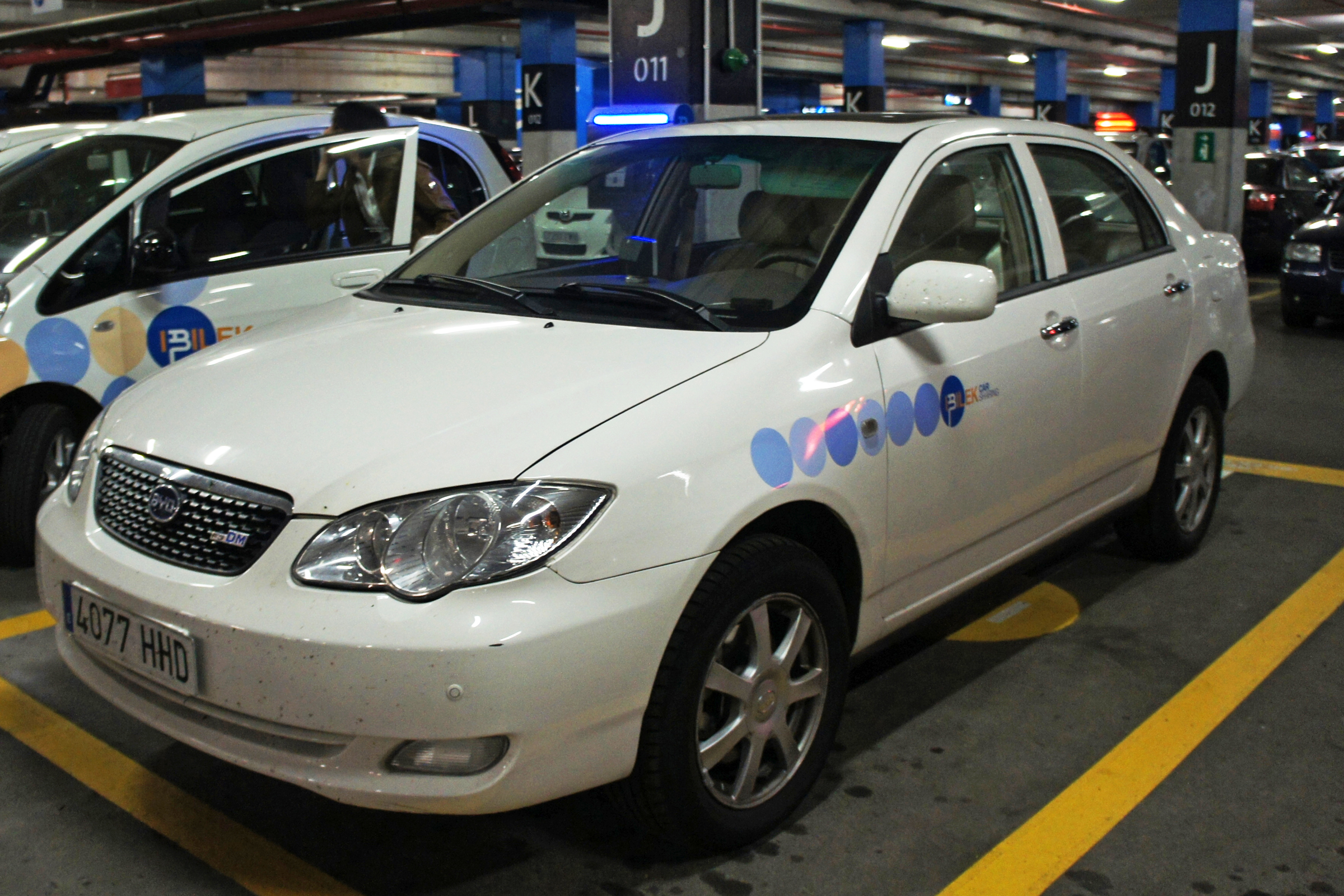
Egy BYD F3DM Spanyolországban

A BYD F3DM a világ első hálózatról tölthető hibridautója, egy alsó-középkategóriás szedán, amit 2008. december 15 óta lehet Kínában megvásárolni, és a cég 2010-re tervezi Európában is megjelentetni. Az F3DM-et 2008-ban a Genfi Autószalonon mutatták be. Az autógyár alapítója és elnöke, Wang Chuanfu 2008. december 15-én újságíróknak nyilatkozva 2009-re 180 ezres, míg 2010-re 350 ezres eladást remélt. Wang elmondása szerint az USA-ban az értékesítést 2011-re tervezik.

## Akkumulátorok és hatótávolságuk
A BYD cég lítium vas-foszfátos akkumulátort alkalmaz az F3DM-ben. A cég szerint ezek tulajdonságaiknál fogva nagyon biztonságosak, mert kémiailag stabilak, viszont kompromisszumként a cellánkénti energiatároló-képességük erősen behatárolt például az egyszerűbb lítium-ionos akkumulátorokkal szemben.
A gyártó anyacége jelenleg a világ második legnagyobb mobiltelefon-akkumulátor gyártó cége. A BYD állítása szerint az autó 109 km-t képes teljesen elektromos üzemmódban menni a kiegészítő elektromotorja segítségével.

## Ára
2008. december 15-én, megjelenésekor 149 800 jüanba kerül (akkori árfolyamán kb. 21 900 Amerikai dollár).

## Versenytársak
A Global Insight nevű szakértőcég 1-2 évvel hamarabb mutatkozott be a piacon, mint a legjobban remélt versenytársak terméke, például a Chevrolet Volt, vagy a Toyota új fejlesztésű hibridje. Mind a General Motors, mind a Toyota közlése szerint több időt akarnak a teszteléssel és a fejlesztéssel eltölteni, hogy az akkumulátorok biztonságosságáról meggyőződjenek.
A konkurencia:
- Chevrolet Volt
- Chrysler ENVI: Chrysler Voyager és Jeep Wrangler
- Toyota Prius hálózatról tölthető verziója (2009)
- Volkswagen Gold Twin Drive
- Volvo ReCharge